# شن ویجینگ
شن ویجینگ (به ژاپنی: 沈維敬/沈惟敬 Shěn Wéijìng); ۱۵۲۶ یا ۱۵۲۷ – ۱ ژانویهٔ ۱۵۹۷) در قرن شانزدهم یک دیپلمات، سیاستمدار اهل جیشانگ، دودمان مینگ بود. در تهاجم ژاپن به کره (۱۵۹۸–۱۵۹۲) از طرف چین مأمور شد و با کونیشی یوکیناگا و سو یوشیتوشی وارد مذاکره صلح شد اما با فریبکاری موجب بزرگ‌تر شدن مسئله شد.
در ژانویه سال ۱۵۹۳ ارتش ژاپن در نبرد بیوکجه‌گوان (نبرد هکیتیکان) ارتش مینگ را که تا اطراف هانسونگ (سئول) پیشروی کرده بود، شکست داد (در این زمان گردان کونیشی یوکیناگا در هانسونگ (سئول) مستقر بود). پس از آن، مذاکرات صلح بین ارتش مینگ، که اراده خود را برای جنگ از دست داده‌است، و ارتش ژاپن که از کمبود غذا رنج می‌برند، آغاز شد. کونیشی یوکیناگا و ایشیدا میتسوناری درگیر مذاکرات صلح با دودمان مینگ بودند و با شن ویجینگ، هماهنگ‌کننده صلح و نماینده مینگ تبانی کردند و به دروغ گفتند که تویوتومی هیده‌یوشی به دودمان مینگ تسلیم می‌شود. دودمان مینگ نیز بر این اساس  پیمان صلح را بست. در این زمان، نایتو جوآن، به عنوان یک نماینده و پیام رسان ژاپنی به پکن، پایتخت مینگ رفت.
وی در سال ۱۵۹۶ به عنوان نماینده دودمان مینگ با تویوتومی هیده‌یوشی در قلعه اوساکا دیدار کرد. در نتیجه، پیام مینگ که می‌پنداشت ژاپن تسلیم چین شده‌است، موجب خشم شدید تویوتومی هیده‌یوشی شد. شن ویجینگ با دروغ پردازی خود باعث شعله‌ور شدن دوباره تهاجم ژاپن به کره (۱۵۹۸–۱۵۹۲) شد. وی در سال ۱۵۹۷ به چین فراخوانده شد و به دستور امپراتور وان‌لی اعدام شد.